# Anchioleucopis macalpinei
Anchioleucopis macalpinei är en tvåvingeart som beskrevs av Tanasijtshuk 2001. Anchioleucopis macalpinei ingår i släktet Anchioleucopis och familjen markflugor.
Artens utbredningsområde är Ohio. Inga underarter finns listade i Catalogue of Life.